# Раду Румынский
Раду Румынский ранее известный как Раду Дуда (рум. Radu al României; род. 7 июня 1960, Яссы, Социалистическая Республика Румыния) — румынский общественный деятель. Муж Маргариты Румынской, старшей дочери последнего короля Румынии, Михая I. На общественных мероприятиях обычно сопровождает супругу. Он также является покровителем и членом многочисленных румынских благотворительных организаций и организаций.

## Детство и образование
Раду родился 7 июня 1960 года, в семье Рене Корнелиу Дуды (1935—1999) и его жены Габриэллы Евгении Констандаш (1938—2017). У Раду есть единственный брат Габриэл Дэн Дуда (род. 1968).
Раду посещал колледж Костаче Негруцци, который он окончил в 1979 году. После этого он обучался в Национальном университете театра и кино Бухареста. Он его окончил в 1984 году. Он был художественным руководителем проекта арт-терапии для детей в детских домах. Проект, стартовал в 1993 году и развивался в восьми городах в течение шести лет.
В 2002 году он окончил Колледж Джорджа К. Маршалла в Гармише, в Германии. 

## Политическая Карьера
В августе 2004 года он принял участие в двухнедельной программе для руководителей высшего звена в области национальной и международной безопасности в Гарвардском институте государственного управления имени Джона Кеннеди.
В сентябре 2002 года, он получил должность специального представителя правительства Румынии по вопросам интеграции, сотрудничества и устойчивого развития. Он также является покровителем Британско-румынской торговой палаты, членом совета директоров Ассоциации «Дом НАТО».
С сентября 2002 по сентябрь 2008 года, Раду занимал официальную должность специального представителя правительства Румынии при двух сменявших друг друга администрациях: левоцентристской коалиционного правительства Партии социал-демократов и правоцентристской «Справедливость и правда». Бывший президент Румынии Траян Бэсеску скептично относится к Раду и считает, что он наносит ущерб общественному восприятию идеи монархии. Румынский историк и монархист Нягу Джувара считал Раду «гробовщиком» дела румынской монархии.  17 сентября 2008 года Раду подал покинул пост в правительстве.
В опросе 2004 года, проведенном СДП, принц Раду набрал всего 3,4% в качестве потенциального кандидата на предстоящих президентских выборах в Румынии.
В опросе 2006 года выяснилось, что 66% опрошенных румын хотели бы видеть более активное участие Королевского дома в развитии Румынии. 
По данным опроса 2008 года, Раду на посту президента Румынии отдали предпочтение 2,6% румынских избирателей. В присутствии супруги Маргариты, он выдвинул свою кандидатуру на пост президента Румынии на пресс-конференции в Елизаветинском дворце в Бухаресте, Румыния, 9 апреля 2009 года. Через пять месяцев, 2 сентября 2009 года, он снял свою кандидатуру.
В 2023 году присутствовал на коронации Карла III.
В настоящее время, Раду входит в совет консультантов Global Panel Foundation, неправительственной организации , которая работает за кулисами в кризисных регионах по всему миру.

## Личная жизнь
В интервью для Observator Plus Раду немного рассказал о себе. Он говорил, что во времена коммунизма он жил в аморальном мире, где не было образцов для подражания и где было трудно иметь принципы. Последнее он обнаружил только тогда, когда встретил короля Михая.
Первый раз он женился 16 августа 1989 года, на Виорике Танте Бегнеску. Брак оказался недолгим и супруги развелись в ноябре 1992 года.
В 1994 году, работая арт-терапевтом, он познакомился с Маргаритой Румынской, когда она гастролировала по программам своего Фонда. В 1996 году они поженились. 24 июля прошла гражданская церемония, а религиозная 21 сентября того же года.
1 января 1999 года тогдашний глава дома Гогенцоллерн-Зигмарингенов, Фридрих Вильгельм (1924—2010), присвоил ему титул принца «Гогенцоллерн-Веринген», а 5 января 2005 года, он получил стиль Его Королевское Высочество от своего тестя.
В августе 2004 года представители Карла Фридриха Гогенцоллерна, обвинили Раду в использовании имени Гогенцоллернов. Карл Фридрих также предупредил Раду, что семья Гогенцоллернов примет «правовые меры» в случае, если подобные вещи вновь произойдут, а также потребовал, чтобы он прекратил использовать фамилию «Гогенцоллерн-Веринген». В интервью 2009 года Карл Фридрих повторил эти требования.
В ответ на это 10 мая 2011 года, Михай разорвал все связи домом Гогенцоллерн-Зигмаринген.

## Титулы и обращения
- 7 июня 1960 — 1 января 1999: Раду Дуда
- 1 января 1999 — 5 января 2005: Его Светлость принц Раду Гогенцоллерн-Веринген
- 5 января 2005 — 30 декабря 2007: Его Королевское Высочество принц Раду Гогенцоллерн-Веринген
- 30 декабря 2007 — 5 декабря 2017: Его Королевское Высочество принц Раду Румынский[14]
- С 5 декабря 2017 года: Его Королевское Высочество Раду, принц-консорт Румынии

## Награды
- Национальный орден «За заслуги»
- Почетный гражданин округа Клуж[15]
- Почетный гражданин города Яссы[16]
- Благородный орден Заслуг pro Merito Melitensi
- Коронационной медаль короля Карла III